# Brødrene Salmonsens Forlag
Brødrene Salmonsens Forlag er et dansk forlag, som især er kendt for encyklopædien Salmonsens Konversationsleksikon.
Forlaget blev grundlagt i 1871 af Isac Salmonsen og hans bror Moritz, som dog hurtigt trak ud af forretningen, og overtaget i 1911 af J.H. Schultz Forlag.